# 厄瓜多尔激进自由党
厄瓜多尔激进自由党（西班牙語：Partido Liberal Radical Ecuatoriano, 简称：PLRE），原名厄瓜多尔自由党，是厄瓜多尔的自由派政党，对于厄瓜多尔历史有着重大意义。该政党事实上是基多审问院独立期间诞生的组织，并在1896年，埃洛伊·阿尔法罗担任总统时成为了合法政党。

## 历史
厄瓜多尔建国时（1830年），自由党就作为重要的权力集团，参与了国家的建设。自由革命胜利后，原本执政的保守党签署了停火协定，将权力移交给了埃洛伊·阿尔法罗将军。之后，阿尔法罗为了缓解温和自由派和激进自由派之间的矛盾，成立了自由党，这使得两派在激进派的指导下走向联合。
1895年革命让埃洛伊·阿尔法罗率领着自由党执掌大权，此后自由党就一直执政，直到胡利亚纳革命（西班牙语：Revolución Juliana）爆发，这期间的总统有莱昂尼达斯·普拉萨、阿尔弗雷多·巴克里索·莫雷诺、利萨尔多·加西亚等。在1912年1月28日阿尔法罗将军死于谋杀之后，自由党的内部矛盾加剧了，这件事的影响在其他事情上得到了证明。1926年，厄瓜多尔社会党和厄瓜多尔共产党先后成立，它们提出的计划经济项目与激进自由党的经济项目完全不同，不过，三党之间经常举办协商会。
1925年，厄瓜多尔激进自由党正式成立，其中大部分成员来自前自由党。之后的50年中，激进自由党的许多成员担任了总统，这些成员中最著名的是卡洛斯·阿尔韦托·阿罗约·德尔里奥和奥雷利奥·莫斯克拉。
激进自由党的执政时间为1895年至1911年、1921年至1952年和1960年至1970年，是厄瓜多尔拥有最多（通过宪法或任命）担任了总统的成员的政党，同时，每一次下台都是因为军事政变。从20世纪40年代至60年代，激进自由党仍然在议会中保持着显著影响力，但是在党内开始出现各种各样的派系和领袖，这导致了一些政治运动的成立（比如加洛·普拉萨总统的国家民主公民运动和奥托·阿罗塞梅纳总统的民主制度同盟）。20世纪70年代，激进自由党分裂成了几个相对立的派系：温和自由派、民粹派、激进自由派和社会民主派。党的分裂导致了以下政党的成立阿尔法罗激进阵线、民主左翼和民主党。
在1998年的总统及议会选举中，激进自由党既没有提名总统候选人，也没有提名国家参议员或省参议员候选人，这是该党在100多年内的最后一次选举缺席。4年后，激进自由党参与了2002年总统选举，然而，候选人伊沃内·巴基只得到了1.77%的投票。基于没有得到必要的5%投票，激进自由党正式停止存在。
在2008年，一个相同名字的政党成立并在马纳维省登记参加2009年选举。
在2012年12月，一个政治运动认为自己是激进自由党的继承者，并以该党的名字为名。该政治运动正式支持吉列尔莫·拉索领导的新生政党创造机会参与2013年总统选举。

## 选举结果

### 1901年至1940年的总统选举
| 年份   | 候选人                          | 第一轮  | 第一轮 | 结果   | 注释                               |
| 年份   | 候选人                          | 得票数  | %      | 结果   | 注释                               |
| ------ | ------------------------------- | ------- | ------ | ------ | ---------------------------------- |
| 1897年 | 埃洛伊·阿尔法罗                 | 1500    | 80.93  | 第一名 | 由第十一届制宪议会执行             |
| 1901年 | 莱昂尼达斯·普拉萨               | 65.781  | 88.80  | 第一名 |                                    |
| 1905年 | 利萨尔多·加西亚                 | 64.369  | 93.0   | 第一名 |                                    |
| 1906年 | 埃洛伊·阿尔法罗                 | 41      | 68.33  | 第一名 | 由第十二届制宪议会执行             |
| 1911年 | 埃米利奥·埃斯特拉达·卡尔莫纳    | 103.024 | 93.90  | 第一名 |                                    |
| 1912年 | 莱昂尼达斯·普拉萨               | 62.374  | 97.70  | 第一名 |                                    |
| 1916年 | 阿尔弗雷多·巴克里索             | 127.303 | 93.60  | 第一名 |                                    |
| 1920年 | 何塞·路易斯·塔马约              | 126.945 | 99.10  | 第一名 |                                    |
| 1924年 | 贡萨罗·科尔多瓦                 | 173.773 | 93.20  | 第一名 |                                    |
| 1931年 | 莫德斯托·拉雷亚·希洪            | 19.442  | 22.67  | 第二名 | 厄瓜多尔历史上唯一一次被废除的选举 |
| 1932年 | 胡安·德·迪奥斯·马丁内斯         | 56.872  | 71.0   | 第一名 |                                    |
| 1933年 | 科隆·埃洛伊·阿尔法罗            | 943     | 1.50   | 第三名 |                                    |
| 1938年 | 曼努埃尔·玛丽亚·博雷罗          | 24      | 52     | 第一名 | 由第十五届制宪议会执行             |
| 1938年 | 奥雷利奥·莫斯克拉               | 32      | 64     | 第一名 | 由第十五届制宪议会执行             |
| 1940年 | 卡洛斯·阿尔韦托·阿罗约·德尔里奥 | 43.642  | 53.21  | 第一名 |                                    |

### 1948年至1970年
| 年份   | 候选人                 | 候选人                              | 第一轮  | 第一轮 | 结果   | 注释                                             |
| 年份   | 总统                   | 副总统                              | 得票数  | %      | 结果   | 注释                                             |
| ------ | ---------------------- | ----------------------------------- | ------- | ------ | ------ | ------------------------------------------------ |
| 1948年 | 阿尔韦托·恩里克斯·加略 | 卡洛斯·奎瓦·塔马里斯                | 53.649  | 19.05  | 第三名 | 作为自由党-社会党同盟候选人                      |
| 1952年 | 何塞·里卡多·奇里博加   | 曼努埃尔·奥古斯托·阿尔瓦拉多·奥莱亚 | 66.771  | 18.49  | 第三名 | 何塞·里卡多·奇里博加是第一位竞选总统的前基多市长 |
| 1956年 | 劳尔·克莱门特·韦尔塔   | 何塞·玛丽亚·普拉萨·拉索             | 175.378 | 28.52  | 第二名 | 作为国家民主阵线候选人                           |
| 1960年 | 加洛·普拉萨            | 尼古拉斯·卡斯特罗·贝尼特斯          | 179.705 | 23.43  | 第二名 | 作为国家民主阵线候选人                           |
| 1966年 | 劳尔·克莱门特·韦尔塔   | 无                                  | 35      | 42.68  | 第二名 | 选举由第十八届制宪议会执行                       |
| 1968年 | 安德烈斯·科尔多瓦      | 豪尔赫·萨瓦拉                       | 264.312 | 30.97  | 第二名 | 与社会党结盟                                     |

### 1978年至2002年
| 年份   | 候选人                 | 候选人                | 第一轮  | 第一轮 | 第二轮    | 第二轮                                          | 结果   | 注释                                          |
| 年份   | 总统                   | 副总统                | 得票数  | %      | 得票数    | %                                               | 结果   | 注释                                          |
| ------ | ---------------------- | --------------------- | ------- | ------ | --------- | ----------------------------------------------- | ------ | --------------------------------------------- |
| 1979年 | 劳尔·克莱门特·韦尔塔   | 阿塞尼奥·比万科·内拉  | 311,983 | 22.67  |           |                                                 | 第三名 |                                               |
| 1984年 | 莱昂·费夫雷斯·科尔德罗 | 布拉斯科·佩尼亚埃雷拉 | 600.563 | 27.20  | 1.381.709 | 51.54                                           | 第一名 | 作为国家重建阵线候选人。 副总统来自激进自由党 |
| 1988年 | 米格尔·阿尔沃诺斯      | 罗贝托·戈德鲍姆       | 48,970  | 2.20   |           |                                                 | 第九名 |                                               |
| 1992年 | 博利瓦尔·奇里博加      | 索伊拉·拉德           | 15,760  | 0.46   | 第十名    |                                                 |        |                                               |
| 1996年 | 里卡多·诺沃亚          | 弗朗西斯科·韦尔塔     | 11,053  | 3.02   | 第六名    | 作为国家民主阵线候选人。 与阿尔法罗激进阵线结盟 |        |                                               |
| 2002   | 伊沃内·巴基            | 塞萨尔·弗里克索内     | 79,598  | 1.74   | 第八名    | 与透明和行动新兴运动结盟                        |        |                                               |